# João de Deus (poeta)
João de Deus Ramos (São Bartolomeu de Messines, Silves, 8 de Março de 1830 — Lapa, Lisboa, 11 de Janeiro de 1896), mais conhecido por João de Deus, foi um eminente poeta lírico e pedagogo, considerado à época o primeiro do seu tempo, e o proponente de um método de ensino da leitura, assente numa Cartilha Maternal por ele escrita, que teve grande aceitação popular, sendo ainda utilizado. Gozou de extraordinária popularidade; foi culto, sendo ainda em vida objecto das mais variadas homenagens. Foi considerado o poeta do amor, e encontra-se morto e  sepultado no Panteão Nacional da Igreja de Santa Engrácia, em Lisboa.

## Biografia
João de Deus nasceu em São Bartolomeu de Messines em 8 de Março de 1830, filho de Isabel Gertrudes Martins e do ferrador Pedro José dos Ramos, modestos proprietários dali naturais e residentes. O pai, também comerciante, era conhecido entre os seus patrícios por Pedro Malgovernado, não que merecesse o cognome pelo mau governo da sua casa, mas pela facilidade em satisfazer as vontades dos filhos, com os quais gastava mais do que podia.

### O seminário e os anos de Coimbra
João de Deus era o quarto de catorze irmãos, não lhe permitindo a situação sócio-económica da família aspirar a uma carreira universitária. Estudou latim na sua terra natal e ingressou no Seminário de Coimbra, então o único caminho para prosseguir estudos aberto aos menos abonados. Em 1850, aos 19 anos de idade, não tendo vocação para a vida eclesiástica, ingressou na Universidade de Coimbra como estudante de Direito.
Preferindo as belas artes à ciência do direito, envolvido na vida boémia coimbrã, teve na universidade um percurso académico conturbado, com diversas interrupções e reprovações por faltas. Apenas se formou dez anos depois de ter ingressado, em 13 de Julho de 1859, e mesmo assim por instâncias e ameaças dos seus condiscípulos, entre os quais se incluía a melhor intelectualidade da época.
Logo no ano de ingresso na universidade revelou o seus dotes líricos, escrevendo versos que circularam manuscritos no meio académico e com os quais obtinha modestos rendimentos que ajudavam na sua parca subsistência. De 1851 conhece-se o poema Pomba e a elegia Oração, a qual foi a sua primeira obra publicada, tendo saído a público na Revista Académica em 1855, tendo merecido imediata aclamação pública.
Nos anos seguintes, os fracos recursos familiares, a melancolia e passividade do seu carácter e o insucesso académico levaram a que João de Deus vivesse em Coimbra numa quase indigência. Como forma de ajuda, os amigos e condiscípulos coligiram as suas poesias, as quais foram aparecendo na imprensa coimbrã da época. São desta fase os poemas publicados na Estreia Literária, na Ateneu e no Instituto de Coimbra.
Com aquelas publicações a sua reputação de poeta lírico foi crescendo, com a sua obra a merecer, já em 1858, uma crítica fortemente elogiosa no artigo A propósito de um Poeta, publicado no Instituto de Coimbra por Antero de Quental.
Em 1859, terminado o curso, opta por permanecer em Coimbra, praticando pouca advocacia e continuando a escrever, agora produzindo poesia de carácter satírico, entre as quais ressalta A lata (publicada em 1860 e a sua primeira obra em separata) e A Marmelada.

### O jornalismo em Beja, Messines e Lisboa
Não tendo interesse pela advocacia, em 1862 aceita o convite para ir para Beja como redactor do periódico O Bejense, então o jornal de maior expansão no Alentejo. Neste período colaborou em diversos periódicos da imprensa regional do sul de Portugal. Permaneceu em Beja até 1864, regressando nesse ano à sua terra natal.
Mantendo colaboração com a imprensa regional alentejana e algarvia e redigindo a Folha do Sul, em São Bartolomeu de Messines e em Silves tentou sem sucesso a advocacia, tendo em 1868 optado por partir para Lisboa, cidade onde passou a residir.
Em Lisboa levou uma vida de grandes privações. Passava o tempo nos cafés, em particular no Martinho da Arcada, em constantes tertúlias, sem nunca procurar encontrar uma forma estável de ganhar a vida. Para sobreviver recorria à realização de traduções, à escrita de sermões e hinos para cerimónias religiosas e a colaborações literárias várias. Neste período diz-se que, entre outras actividades, costurou roupas de senhora.

### A passagem pelas Cortes
Numa dessas tertúlias surgiu a ideia, talvez no contexto do tradicional bota abaixo dos políticos (o poema Eleições de João de Deus indicia isso mesmo), de tentar a eleição de João de Deus como deputado às Cortes e por esta via obter uma subvenção que lhe permitisse viver.
A ideia foi levada avante, e João de Deus apresentou-se às eleições gerais de 22 de Março de 1868 (para a 16:ª legislatura da monarquia constitucional) como candidato independente pelo Círculo de Silves.
Apesar da sua candidatura ser apoiada por José António Garcia Blanco e Domingos Vieira, a eleição não foi fácil, tendo havido lugar a uma votação de desempate no dia 5 de Abril imediato. Saindo vitorioso, presta juramento nas Cortes a 18 de Maio de 1868, iniciando relutantemente a sua actividade parlamentar.
Sobre o Parlamento, em declarações que foram publicadas pelo Correio da Noite em 1869, terá dito: Que diacho querem vocês que eu faça no Parlamento? Cantar? Recitar versos? Deve ser (…) gaiola que talvez sirva para dormir lá dentro a ouvir a música dos outros pássaros. Dormirei com certeza!. Essas palavras retratam a sua atitude perante a actividade parlamentar: em 1868 ainda participou, embora sem intervir, na maioria das sessões, mas no ano seguinte, faltou a 10 das 13 sessões que se realizaram.

### O casamento e a mudança de vida

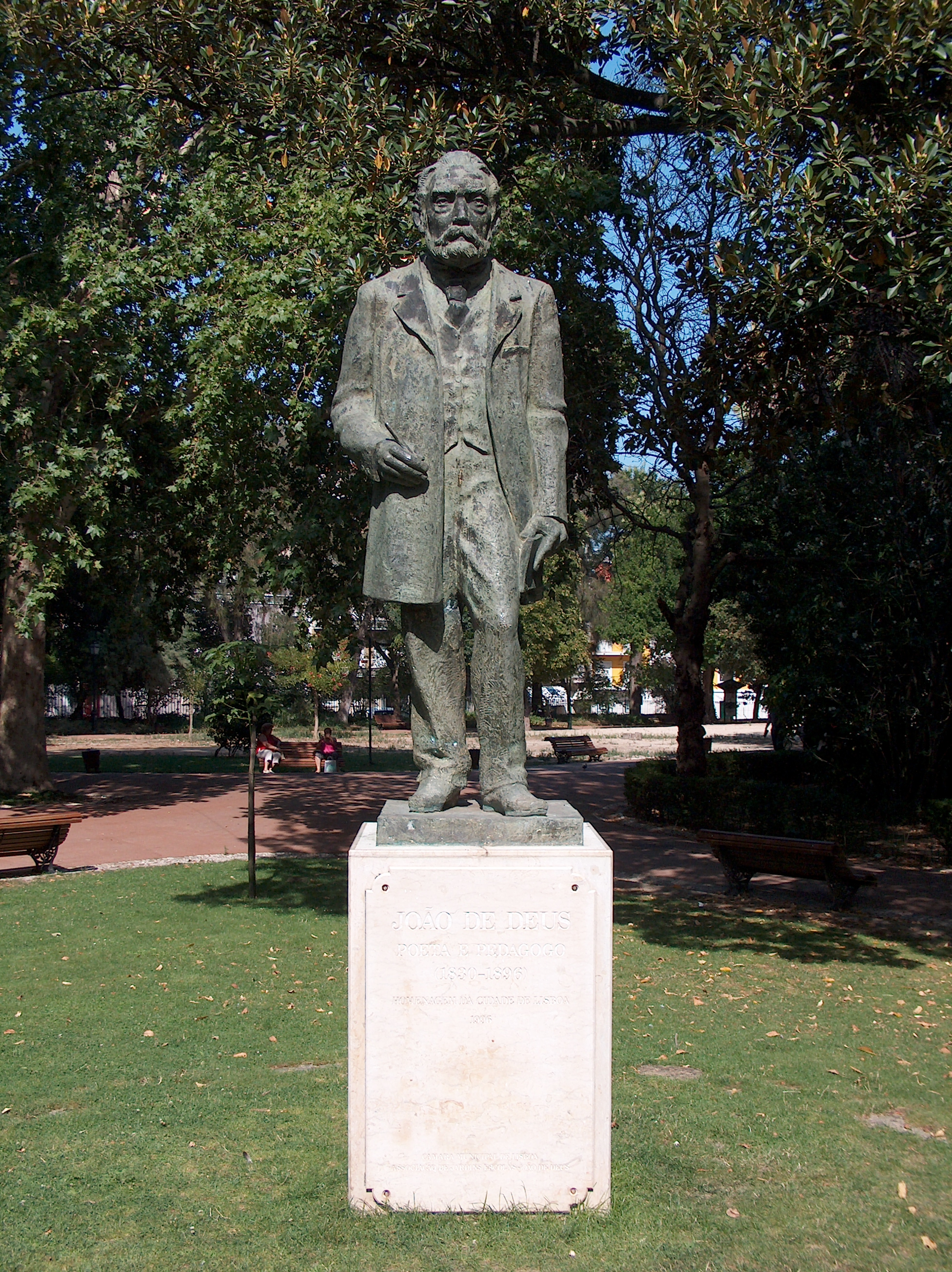
Estátua a João de Deus no Jardim da Estrela (Lisboa).

A 4 de maio de 1874, casou na igreja paroquial de São Nicolau, em Lisboa, com Guilhermina das Mercês Battaglia (Mercês, Lisboa, c. 1850), filha de António e Maria Madalena Battaglia. Antes do casamento, os dois tiveram uma filha, Maria Isabel Ramos (Santa Justa, Lisboa, 19 de dezembro de 1869), que foi legitimada pelo casamento dos pais. Após o casamento, nasceram José do Espírito Santo Battaglia Ramos, que viria a ser visconde de São Bartolomeu de Messines, João de Deus Ramos, que continuaria a obra pedagógica de seu pai, e Clotilde Battaglia Ramos.
Com o casamento e a passagem pelas Cortes, reflectindo uma maior disponibilidade, inicia a publicação sistemática da sua obra poética e dramática. Logo nesse ano publica a colectânea Flores do campo, a que se segue uma pequena recolha de 14 poemas intitulada Ramo de flores (1869), considerada a sua melhor obra poética.
Ambas recolhas resultaram da selecção feita por José António Garcia Blanco entre os poemas publicados na imprensa periódica. São obras com laivos de ultra-romantismo, representativas da sua primeira fase de produção poética de João de Deus.
Estes textos seriam depois reunidos e organizados por Teófilo Braga. A compilação dos seus textos líricos, satíricos e epigramáticos foi editada com o título de Campo de Flores (1893), e os textos de prosa com o título de Prosas (1898). Na colectânea Campo de Flores foi incluído o poema algo lascivo Cryptinas, o que na altura foi motivo de algum escândalo.
Ao longo dos anos seguintes manterá colaboração com a imprensa periódica e continuará a produzir traduções e adaptações de obras de diversos autores, com destaque para as comédias Amemos o nosso próximo, Ser apresentado, Ensaio de Casamento e A viúva inconsolável
O poema Horácio e Lydia (1872), uma tradução da obra homónima de François Ponsard, demonstra a perícia de João de Deus na versificação e na manutenção do ritmo discursivo.
Demonstrando a mutação espiritual entretanto ocorrida, publica em 1873 os textos em prosa Ana, Mãe de Maria, A Virgem Maria e A Mulher do Levita de Ephraim, traduções livres da obra Femmes de la Bible do arcebispo francês Georges Darboy. Na mesma linha vão as obras Grinalda de Maria (1877), Loas da Virgem (1878) e Provérbios de Salomão.
Também por esta altura, talvez por influência do seu amigo Antero de Quental, adere ao ideário socialista, vindo e publicar na edição de 29 de Agosto de 1880 do jornal católico Cruz do Operário uma carta onde se afirma socialista dizendo que (…) é socialista porque é cristão, é socialista porque ama os seus semelhantes (…).

### ACartilha Maternale o método de ensinar a leitura às crianças
Entretanto, em 1876, menos de um ano depois da morte de António Feliciano de Castilho e perante a descrença em que caíra o Método Português de Castilho, João de Deus envolveu-se nas campanhas de alfabetização, escrevendo a Cartilha Maternal, um novo método de ensino da leitura, que o haveria de distinguir como pedagogo.
A Cartilha, num processo muito semelhante aos esforços que 25 anos antes António Feliciano de Castilho empreendera com o seu método, incorpora, para além daquela experiência, os trabalhos de Johann Heinrich Pestalozzi e Friedrich Wilhelm August Fröbel, dando-lhe um carácter menos infantilizante.
A obra foi recebida de forma encomiástica, sendo saudada como utilíssima e genial pelos principais intelectuais da época, entre os quais Alexandre Herculano e Adolfo Coelho.
Este método, relativamente inovador na época, foi dois anos depois, e por proposta do deputado Augusto de Lemos Álvares Portugal Ribeiro, aprovado como o método nacional de aprendizagem da escrita da língua portuguesa. Graças a esta decisão, João de Deus teria a nomeação vitalícia de "Comissário Geral da Leitura" para essa forma de ensinar, com uma pensão anual de 900$000 réis.
Para complementar o seu método, João de Deus publicou uma tradução adaptada da obra Des devoirs des enfants envers leurs parents, de Theodore-Henri Barraus, a que se seguiram múltiplos artigos de natureza pedagógica contento exortações e instruções dirigidas aos mestres que deveriam aplicar o método.

### Os anos finais
A expansão do método da Cartilha Maternal foi seguida de um autêntico fenómeno de culto pela figura do poeta, tornando-o numa das figuras mais populares do último quartel do século XIX português. Nesse contexto foi organizada em 1895 uma grande homenagem nacional ao poeta, alegadamente iniciativa dos estudantes de Coimbra. Durante a homenagem o rei D. Carlos impôs-lhe a grã-cruz da Ordem de Santiago da Espada e por todo o país foram realizadas iniciativas comemorativas.
Na sequência da homenagem nacional, o Diário de Notícias, de 8 de Março de 1895, publicou o seguinte texto laudatório: João de Deus é uma das personificações mais belas do nosso carácter peninsular; vivo e indolente, devaneador e apaixonado, crente e sentimental. É uma flor do meio-dia, cheia de seiva e colorido, dos poetas e nunca ninguém sentiu entre nós mais ardente a sua imortalidade do que Bocage. Com que entusiasmo ele exclamava ao ver os seus versos elogiados na boca de Filinto: - Zoilos tremei; posteridade, és minha! Sob este ponto de vista, João de Deus é a antítese completa de Bocage. Este tinha a inspiração orgulhosa, cheia de fogo, rebentando quase num caudal de ironia e de sarcasmo. João de Deus tem a inspiração serena, espontânea, quase inconsciente. João de Deus é como a flor do campo, que rebenta formosa sem cultivo, velada apenas pela graça de Deus, o jardineiro supremo. As suas poesias são verdadeiras flores do campo, mas das mimosas, das encantadoras na sua singeleza, das que, guardadas num álbum, conservam perfeitamente a delicadeza da forma, o colorido transparente da corola, o aveludado do cálice, a disposição encantadora das pétalas.
Apesar da fama, o método da Cartilha Maternal tinha adversários e pouco depois da homenagem nacional, por iniciativa de Joaquim Pedro de Oliveira Martins, o Ministério do Reino decidiu mandar retirar das salas de aula os quadros da Cartilha. Pouco depois desta polémica decisão, João de Deus caiu doente com uma enfermidade cardíaca.
João de Deus viria a falecer, aos 65 anos, de uma lesão cardíaca, no dia 11 de Janeiro de 1896, na sua residência, sita na Calçada Nova da Estrela (atual Rua de João de Deus), n.º 13, 1.º andar, na freguesia da Lapa, em Lisboa. O funeral ocorreu dia 15, com honras de Estado, na Basílica da Estrela, seguindo para o Cemitério dos Prazeres. Posteriormente seria trasladado em 3 de Maio de 1903 para o Mosteiro dos Jerónimos.
Por decreto de Governo presidido por Ernesto Hintze Ribeiro, datado de 13 de Janeiro de 1896, foi concedida à viúva e filhos do poeta uma pensão vitalícia, isenta de impostos, de 1000$000 réis anuais.
Em 1897, a Câmara Municipal de Lisboa homenageou a memória do poeta e autor dando o seu nome à Calçada Nova da Estrela, em Lisboa, onde residiu durante vários anos.
João de Deus é recordado em Lisboa pelo Museu João de Deus e em São Bartolomeu de Messines por uma casa-museu e por um grupo escultórico. A modestíssima casa onde nasceu ostenta na sua fachada uma lápide alusiva.
Em 1930, aquando da comemoração do centenário do seu nascimento, foi-lhe erigida um estátua no Jardim da Estrela, em Lisboa.
Em 1966, o seu corpo fora solenemente trasladado do Mosteiro dos Jerónimos para o Panteão Nacional da Igreja de Santa Engrácia, em Lisboa, após o término da sua edificação. A cerimónia decorreu entre os dias 1 e 5 de dezembro, em conjunto com as de outras ilustres figuras portuguesas.

## Obra
Na literatura da sua época, João de Deus ocupou uma posição singular e destacada. Surgido nos finais do ultra-romantismo, aproximou-se da tradição folclórica de forma mais conseguida que qualquer outro escritor romântico português. A sua poesia distinguiu-se, sobretudo, pela grande riqueza musical e rítmica.
Grande parte da sua obra poética está presente em Flores do Campo(eBook) (publicada em 1868), Folhas Soltas (1876) e Campos de Flores. Esta última obra, publicada em 1893, além de conter outros poemas, engloba também o conteúdo de Flores do Campo e Folhas Soltas, pelo que funciona como uma colectânea da sua obra poética.
Foi, ainda, autor de fábulas e de obras destinadas ao teatro, estas na maior parte dos casos traduções e adaptações de autores estrangeiros. Grande parte da sua produção em prosa foi reunida na colectânea Prosas.
Mas a sua obra mais importante viria a ser a Cartilha Maternal, um método destinado a ajudar a aprendizagem da leitura a criança, que ainda hoje mantém seguidores.
Para além das obras mencionadas, deixou um Dicionário Prosódico de Portugal e Brasil (1870), e as obras poéticas Ramo de Flores(eBook) (1869) e Despedidas de Verão (1880).
Algumas composições em prosa que se encontravam dispersas e parte importante da sua correspondência foram editadas postumamente por Teófilo Braga (Lisboa, 1898).
João de Deus colaborou também em algumas publicações periódicas, de que são exemplo O Panorama  (1837-1868), A Esperança  (1865-1866), Renascença  (1878-1879?), A Mulher  (1879), Ribaltas e Gambiarras (1881), Ilustração Popular  (1884), A imprensa (1885-1891), A comedia portugueza (1888-1902) e A semana de Lisboa (1893-1895) e a título póstumo no semanário Azulejos  (1907-1909).
O folheto avulso Cryptinas, normalmente atribuído a João de Deus, foi publicado em fac-símile pelas Edições Ecopy em 2008.

## A Associação de Escolas Móveis e Jardins Escolas João de Deus

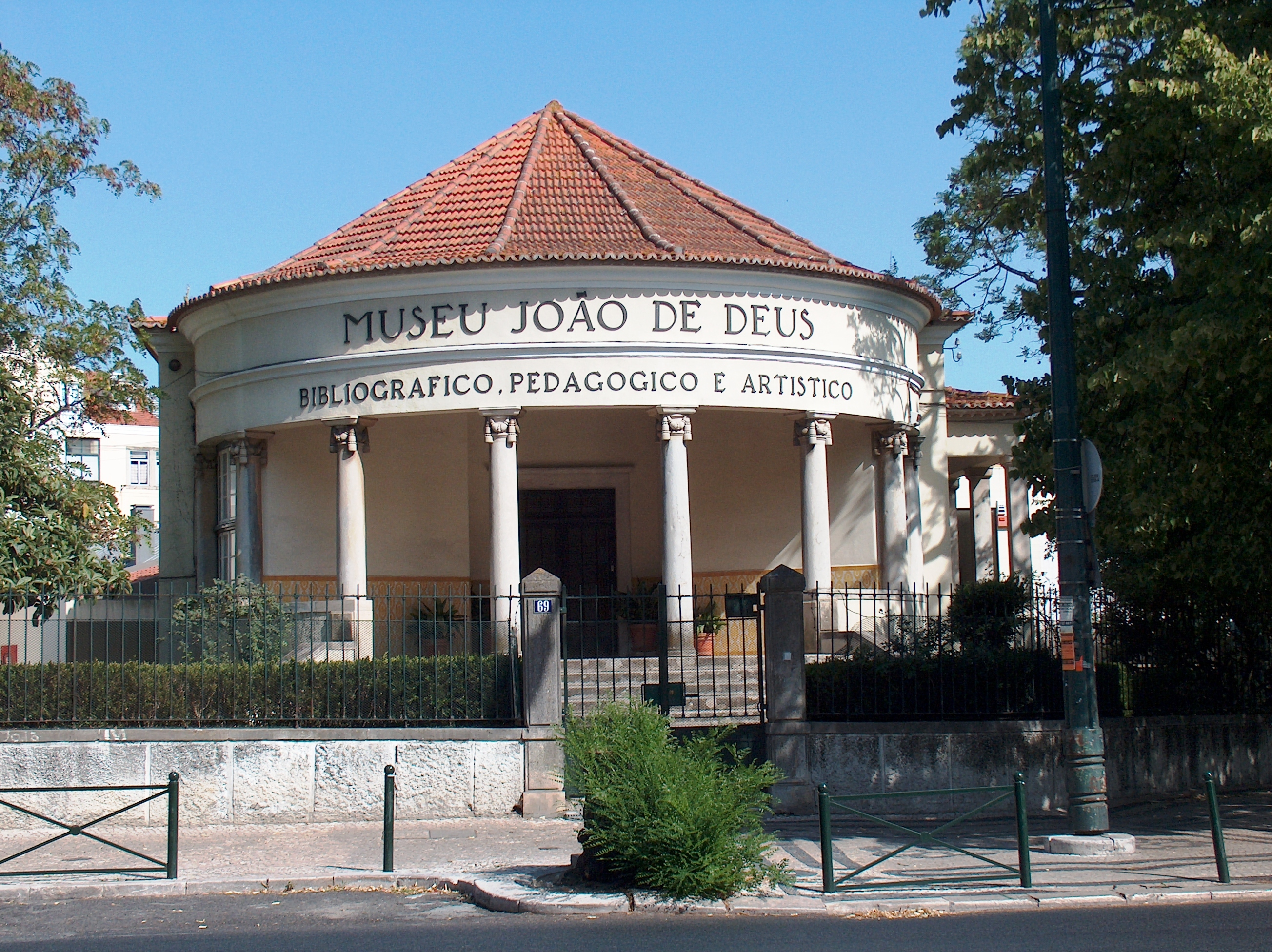
Museu João de Deus

Em Maio de 1882, por iniciativa de Casimiro Freire, (…) reuniram-se algumas dezenas de cidadãos e fundaram a Associação de Escolas Móveis, com o fim de ensinar a ler, escrever e contar pelo método de admirável rapidez, do Senhor Dr. João de Deus, os indivíduos que o solicitarem, até onde permitam os seus meios económicos, enviando nesse intuito às diversas povoações da nação portuguesa professores devidamente habilitados – não se envolvendo em assuntos políticos, nem quaisquer outros alheios ao seu fim.
A Associação é hoje a Associação de Jardins-Escolas João de Deus, uma Instituição Particular de Solidariedade Social dedicada à educação e à cultura. No seu âmbito funciona o Museu João de Deus e a Escola Superior de Educação João de Deus e múltiplos jardins-escolas.
Em 2002 a Associação tinha ao seu serviço quase 1 000 pessoas, entre educadores, professores, auxiliares de educação e outros colaboradores, cuja actividade se repartia pela Escola Superior de Educação João de Deus e por 34 jardins-escolas distribuídos por todo o país.
Desde a sua fundação até 2003 passaram pelas escolas da Associação aproximadamente 164 mil crianças.
Em 2018, a associação tinha 9.847 utentes nos 55 Centros Educativos e contava com 1.306 funcionários, entre educadores, professores, auxiliares de educação e outros colaboradores.